# مقاطعة كزنسة
مقاطعة كشنتة أو كُزِنسة أو كُزنسا أو (نقحرة: كوزنسا) (بالإيطالية: Provincia di Cosenza)‏ مقاطعة جنوب إيطاليا في إقليم قلورية، وعاصمتها هي مدينة كوزنسا. وتبلغ مساحة 6650 كيلومتر مربع، ويبلغ مجموع السكان 732.615 وبها 155 مدينة وبلدة وقرية. تطل على البحر التيراني غربا والبحر الأيوني جنوبا وشرقا يحدها من جهة الشمال إقليم بزلكاتة عند مقاطعة بتنسة ومقاطعة متيرة ومن الجنوب مقاطعة قطنصار ومقاطعة كروتوني.

## أهم المدن
- Cosenza كشنتة 72.998
- Corigliano Calabro كوريليانو كالابرو 38.766
- Rossano روسانو 36.361
- Rende ريندي 35.221
- Acri أكري 23.190
- Castrovillari كاستروفيلاري 22.616